# Наудовац
Наудовац је насељено мјесто у општини Сухопоље, у Славонији, у Вировитичко-подравској жупанији, Република Хрватска.

## Географија
Наудовац се налази око 5 км источно од Сухопоља.

## Историја
До територијалне реорганизације у Хрватској насеље се налазило у саставу бивше општине Вировитица.

## Становништво
Наудовац је према попису из 2011. године имао 146 становника.
| Националност       | 1991. | 1981. | 1971. | 1961. |
| Срби               | 190   | 234   | 311   | 362   |
| Хрвати             | 14    | 16    | 19    | 26    |
| Југословени        | 5     | 8     | 12    | 2     |
| остали и непознато | 4     | 1     | 5     | 1     |
| Укупно             | 213   | 259   | 374   | 391   |

| Демографија | Демографија | Демографија |
| Година      | Становника  | Становника  |
| ----------- | ----------- | ----------- |
| 1961.       | 391         |             |
| 1971.       | 374         |             |
| 1981.       | 259         |             |
| 1991.       | 213         |             |
| 2001.       | 178         |             |
| 2011.       |             | 146         |